# 뱅어과
뱅어과(Salangidae)는 바다빙어목에 속하는 조기어류 과이다. 동남아시아의 민물 환경에서 발견되며, 뱅어와 같은 일부 종들은 회유를 한다. 실뱅어와 도화뱅어, 젓뱅어, 벚꽃뱅어, 국수뱅어, 뱅어, 붕퉁뱅어 등을 포함하고 있다.

## 하위 속
- 벚꽃뱅어속 (Hemisalanx) - 벚꽃뱅어 포함.
- Neosalangichthys
- 도화뱅어속 (Neosalanx) - 실뱅어, 도화뱅어, 젓뱅어 포함.
- 붕퉁뱅어속 (Protosalanx) - 붕퉁뱅어 포함.
- 뱅어속 (Salangichthys) - 뱅어 포함.
- 국수뱅어속 (Salanx) - 국수뱅어 포함.

## 계통 분류
2016년 베탕쿠르(Betancur) 등의 연구에 의한 계통 분류는 다음과 같다.
|  | 바다빙어과                                        |
|  |                                                   |
|  | \| \| 뱅어과 \| \| \| \| \| \| 은어과 \| \| \| \| |
|  |                                                   |
|  | 뱅어과                                            |
|  |                                                   |
|  | 은어과                                            |
|  |                                                   |

|  | 뱅어과 |
|  |        |
|  | 은어과 |
|  |        |

|  | 바다빙어과                                        |
|  |                                                   |
|  | \| \| 뱅어과 \| \| \| \| \| \| 은어과 \| \| \| \| |
|  |                                                   |
|  | 뱅어과                                            |
|  |                                                   |
|  | 은어과                                            |
|  |                                                   |

|  | 뱅어과 |
|  |        |
|  | 은어과 |
|  |        |